# Nordamerika og Caribienmesterskabet i håndbold 2021 (kvinder)
Nordamerika og Caribienmesterskabet i håndbold for kvinder 2021 var den 4. udgave af Nordamerika og Caribienmesterskabet i håndbold for kvinder. Turneringen blev spillet over fire dage i den amerikanske delstat Illinois, fra den 22. til 25. august 2021.
Mesterskabet blev vundet af storfavoritten Puerto Rico, som dermed vandt mesterskabet for anden gang.
Turneringen fungerede også som den nordamerikanske og caribiske del af kvalifikationen til VM 2021 i Spanien, og holdene spillede om den enkelte ledig plads ved VM-slutrunden, som tilfaldt til turneringens vindere fra Puerto Rico.

## Grupperunde

### Oversigt
| Pos | Hold        | K | V | U | T | M+ | M- | MF  | P | Kvalifikation    |
| --- | ----------- | - | - | - | - | -- | -- | --- | - | ---------------- |
| 1   | Grønland    | 3 | 3 | 0 | 0 | 87 | 68 | +19 | 6 | Finalekamp       |
| 2   | Puerto Rico | 3 | 2 | 0 | 1 | 80 | 70 | +10 | 4 | Finalekamp       |
| 3   | Mexico      | 3 | 1 | 0 | 2 | 76 | 83 | −7  | 2 | Tredjeplads kamp |
| 4   | USA (V)     | 3 | 0 | 0 | 3 | 59 | 81 | −22 | 0 | Tredjeplads kamp |

### Kampe
| 22. august 2021 17:00 | Puerto Rico | 28–20   | USA              | The Centre of Elgin, Elgin Dommere: Carmaux, Mursch (FRA) |
| 22. august 2021 17:00 | Graciani 6  | (14–8)  | Carvalho, Lima 4 | The Centre of Elgin, Elgin Dommere: Carmaux, Mursch (FRA) |
| 22. august 2021 17:00 | 2×          | Rapport | 8× 1×            | The Centre of Elgin, Elgin Dommere: Carmaux, Mursch (FRA) |

| 22. august 2021 19:00 | Grønland   | 33–27   | Mexico | The Centre of Elgin, Elgin Dommere: Marques, Poulet (USA) |
| 22. august 2021 19:00 | Heilmann 7 | (17–12) | Leal 8 | The Centre of Elgin, Elgin Dommere: Marques, Poulet (USA) |
| 22. august 2021 19:00 | 6× 2× 1×   | Rapport | 2×     | The Centre of Elgin, Elgin Dommere: Marques, Poulet (USA) |

| 23. august 2021 17:00 | Mexico    | 24–29   | Puerto Rico | The Centre of Elgin, Elgin Dommere: Petersen, Johansen (GRL) |
| 23. august 2021 17:00 | Arriaga 6 | (10–15) | Fuentes 7   | The Centre of Elgin, Elgin Dommere: Petersen, Johansen (GRL) |
| 23. august 2021 17:00 | 3×        | Rapport | 5× 1×       | The Centre of Elgin, Elgin Dommere: Petersen, Johansen (GRL) |

| 23. august 2021 19:00 | USA      | 18–28   | Grønland | The Centre of Elgin, Elgin Dommere: Castro, García (MEX) |
| 23. august 2021 19:00 | Nesper 5 | (10–11) | Hansen 9 | The Centre of Elgin, Elgin Dommere: Castro, García (MEX) |
| 23. august 2021 19:00 | 3× 1×    | Rapport | 3× 2×    | The Centre of Elgin, Elgin Dommere: Castro, García (MEX) |

| 24. august 2021 17:00 | Grønland    | 26–23   | Puerto Rico        | The Centre of Elgin, Elgin Dommere: Castro, García (MEX) |
| 24. august 2021 17:00 | Kajangmat 7 | (10–8)  | Fuentes, Hiraldo 4 | The Centre of Elgin, Elgin Dommere: Castro, García (MEX) |
| 24. august 2021 17:00 | 5× 1×       | Rapport | 2× 1×              | The Centre of Elgin, Elgin Dommere: Castro, García (MEX) |

| 24. august 2021 19:00 | USA                     | 21–25   | Mexico     | The Centre of Elgin, Elgin Dommere: Carmaux, Mursch (FRA) |
| 24. august 2021 19:00 | Carvalho, Christensen 4 | (12–14) | Gallegos 6 | The Centre of Elgin, Elgin Dommere: Carmaux, Mursch (FRA) |
| 24. august 2021 19:00 | 2×                      | Rapport | 3×         | The Centre of Elgin, Elgin Dommere: Carmaux, Mursch (FRA) |

## Slutspil

### Tredjeplads kamp
| 25. august 2021 17:00 | Mexico | 28–14   | USA      | The Centre of Elgin, Elgin Dommere: Petersen, Johansen (GRL) |
| 25. august 2021 17:00 | Leal 6 | (13–5)  | Taylor 4 | The Centre of Elgin, Elgin Dommere: Petersen, Johansen (GRL) |
| 25. august 2021 17:00 | 2×     | Rapport | 2× 1×    | The Centre of Elgin, Elgin Dommere: Petersen, Johansen (GRL) |

### Finalekamp
| 25. august 2021 19:00 | Grønland | 24–34   | Puerto Rico | The Centre of Elgin, Elgin Dommere: Carmaux, Mursch (FRA) |
| 25. august 2021 19:00 | Holm 7   | (10–18) | Ceballos 10 | The Centre of Elgin, Elgin Dommere: Carmaux, Mursch (FRA) |
| 25. august 2021 19:00 | 3× 2×    | Rapport | 2× 1×       | The Centre of Elgin, Elgin Dommere: Carmaux, Mursch (FRA) |

## Rangering
| Nr.                              | Hold        |
| -------------------------------- | ----------- |
| 1                                | Puerto Rico |
| 2. plads, sølvmedaljemodtager(e) | Grønland    |
| 3                                | Mexico      |
| 4                                | USA         |

|  | Kvalificeret til VM i kvindehåndbold 2021 |

## All Star-hold
Det officielle All Star-hold, blev annonceret på finaledagen den 25. august 2021.
| Position       | Spiller            |
| -------------- | ------------------ |
| Målvogter      | Sophie Fasold      |
| Højre fløj     | Jailene Maldonado  |
| Højre back     | Josephine Gardaard |
| Playmaker      | Nathanys Ceballos  |
| Venstre back   | Lykke Frank Hansen |
| Venstre fløj   | Zuleika Fuentes    |
| Stregspiller   | Ivana Holm         |
| Bedste spiller | Sheila Hiraldo     |